# ارزش اطلاعات
ارزش اطلاعات (به انگلیسی: Value of information یا VOI یا VoI) میزانی است که یک تصمیم گیرنده مایل به استناد به آن داده یا اطلاعات برای تصمیم‌گیری است.
ارزش اطلاعات دریافتی با احتمال تکرار یا به وقوع پیوستن آن نسبت معکوس دارد بدین شکل که هرچه به وقوع پیوستن اطلاعات محتمل باشد، میزان مفاهیمی که در اختیار ما قرار می‌دهند اندک و بی ارزش است.
چند مثال برای اطلاعات با ارزش کم:
1. فردا هوای قطب شمال سرد خواهد بود.
2. من در حال نفس کشیدن هستم.
3. این گل دارای برگ هست.
4. قیمت همین کالا در مغازه بغلی متفاوت است.

در نقطه مقابل اطلاعات با ارزش وجود دارند که به دلیل احتمال وقوع کم آنها مفاهیم مهم زیاد و با ارزشی را منتقل می‌کنند.
چند مثال برای اطلاعات با ارزش زیاد:
1. در سال آینده کره زمین از بین خواهد رفت!
2. از این به بعد روند تغییر قیمت کالاها نزولی خواهد بود.
3. یک مخترع موفق شد وسیله ای برای حرکت در زمان اختراع کند.
4. بخش بزرگی از کارکنان ناسا ایرانی می باشند.

ارزش اطلاعات به دلیل اینکه هر اطلاعاتی دارای ارزش می‌باشد، یک عدد مثبت بین صفر تا بینهایت است، و با تابع فرکانس (تکرار) که یک تابع نزولیست سنجش می‌شود.
تابع فرکانس خواصی شبیه به log بر پایه۲ دارد.
اگر A رویدادی با احتمال تکرار قطعی و B رویدادی با عدم احتمال وقوع قطعی و {\displaystyle F(A),F(B)} فرکانس یا میزان تکرار این رویدادها باشد. درنتیجه خواهیم داشت:
{\displaystyle VOI(A)=F(A)=-\log _{2}(1)=0}
{\displaystyle VOI(B)=F(B)=-\log _{2}(0)=\infty }
{\displaystyle VOI(A,B)=F(A)+F(B)}